# Raión de Kamin-Kashyrski
Raión de Kamin-Kashyrski (en ucraniano: Камінь-Каширський район) es un raión o distrito de Ucrania en la óblast de Volinia. Se ubica en el noreste de la óblast y su capital es la ciudad de Kamin-Kashyrski.
Los límites del raión fueron definidos en 2020 mediante la fusión del hasta entonces raión de Kamin-Kashyrski con el raión de Liubeshiv y la mayor parte del raión de Manévychi.

## Subdivisiones
Desde la reforma territorial de 2020 comprende cinco municipios: la ciudad de Kamin-Kashyrski, los asentamientos de tipo urbano de Liubeshiv y Manévychi y los municipios rurales de Prylisne y Sóshychne.

## Demografía
Según estimación de 2010, contaba con una población total de 62 782 habitantes en sus límites antiguos.

## Otros datos
El código KOATUU fue 721400000. El código postal 44500 y el prefijo telefónico +380 3257.